# Рослини-індикатори
Росли́ни-індика́тори, індика́торні росли́ни — рослини, яким властива різко виражена пристосованість до певних умов довкілля і які є виразниками цих умов. За наявністю таких рослин можна якісно або кількісно оцінювати умови зовнішнього середовища.

## Родючість ґрунтів
Родючість ґрунтів можна визначити за рослинами-індикаторами, що ростуть на них. 
Наприклад, про високу родючість свідчать: малина, кропива, іван-чай, таволга, яглиця звичайна, чистотіл, копитняк, барбарис звичайний, валеріана лікарська.
 Індикатори середньої родючості: медунка, анґеліка, грушанка, гравілат річковий, костриця лучна, купальниця європейська, вероніка довголиста.
 Індикатори низької родючості: сфагнові (торф'яні) мохи, наземні лишайники, котячі лапки, брусниця, журавлина, ситник ниткоподібний, пахуча трава звичайна.
 Байдужими до ґрунтової родючості є: жовтець їдкий, грицики. Маловимоглива до ґрунтової родючості сосна звичайна.

## Водний режим ґрунтів
Індикаторами різного водного режиму ґрунтів є рослини різних екологічних груп:
- Гігрофіти, вологолюбні рослини, мешканці вологих, іноді заболочених ґрунтів — буяхи, багно, морошка, білозір, калюжниця, герань лучна, очерет лісовий, вовче тіло, гірчак зміїний, м'ята польова, чистець болотний.
- Мезофіти, рослини досить забезпечених вологою місць, але не сирих і не заболочених — тимофіївка лучна, лисохвіст луговий, пирій повзучий, конюшина лучна, горошок мишачий, волошка фригійська (на луках), брусниця, костяниця, копитняк, золота різка, плауни.
- Ксерофіти, рослини сухих середовищ — котячі лапки, нечуйвітер волохатенький, ковила пірчаста, мучниця, мітлиця біла, наземні лишайники.

## Глибина залягання ґрунтових вод
Для лучних ґрунтів можна виділити 5 груп індикаторних видів щодо глибин залягання ґрунтових вод:
| Види рослин                                        | Глибина ґрунтових вод |
| -------------------------------------------------- | --------------------- |
| Осока дерниста, осока пухирчаста                   | 10-50 см              |
| Осока лисяча, осока гостра, куничник Лангсдорфа    | 10-50 см              |
| Гадючник в'язолистий, зірочник середній            | 50-100 см             |
| Мітлиця біла, костриця лучна, горошок мишачий      | 100-150 см            |
| Конюшина лучна, подорожник великий, пирій повзучий | 150 см                |

Крім названих груп рослин, є перехідні види, тонконіг лучний може вказувати на залягання води на глибині від 100 до понад 150 см, хвощ болотний — від 10 до 100 см, калюжниця болотна — від 0 до 50 см.